# گروه ای‌اف
گروه ای‌اف (نروژی: AF Gruppen) شرکت ساخت‌وساز نروژی است، که در سال ۱۹۸۵ تأسیس شد.